# Cegłów (Grodzisk Mazowiecki)
Pour les articles homonymes, voir Cegłów.
Cegłów (prononciation : [ˈt͡sɛɡwuf]) est un village polonais de la gmina de Baranów dans le powiat de Grodzisk Mazowiecki de la voïvodie de Mazovie dans le centre-est de la Pologne.
Il se situe à environ 10 kilomètres au nord-ouest de Grodzisk Mazowiecki (siège du powiat) et à 34 kilomètres à l'ouest de Varsovie (capitale de la Pologne).
Le village possède une population de 192 habitants en 2006.

## Histoire
De 1975 à 1998, le village appartenait administrativement à la voïvodie de Skierniewice.